# Pequini (distrito)
Pequini (em albanês:  Rrethi i Peqinit) é um dos 36 distritos da Albânia localizado no centro do país, na prefeitura de Elbasani. Sua capital é a cidade de Pequini.

## Municípios
- Gjoçaj
- Karinë
- Pajovë
- Pequini
- Përparim
- Shezë